# Christopher und Heinz – Eine Liebe in Berlin

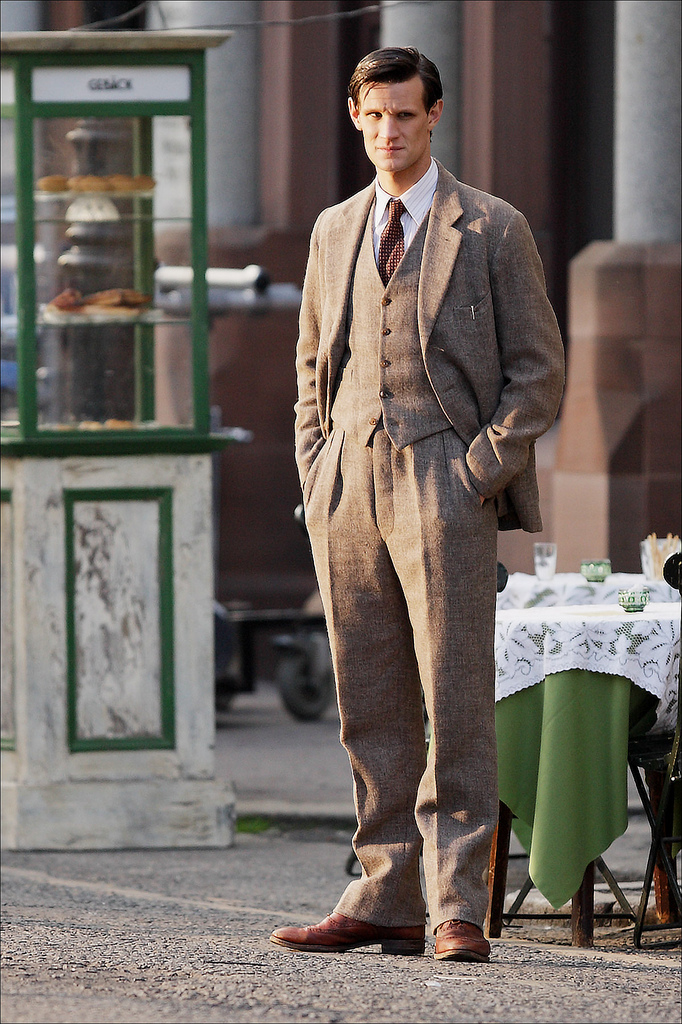
Matt Smith bei den Dreharbeiten zu Christopher und Heinz – Eine Liebe in Berlin

Christopher und Heinz – Eine Liebe in Berlin (Originaltitel: Christopher and His Kind, auch: Christopher und Heinz) ist ein britisches Filmdrama von Geoffrey Sax, dessen Handlung auf dem Leben von Christopher Isherwood beruht.

## Handlung
Anfang der 1930er Jahre reist der junge britische Schriftsteller Christopher Isherwood nach Berlin. Er beschließt, dort eine Zeitlang zu leben und verkehrt in den von Schwulen und Lesben frequentierten Nachtclubs. Er lernt eines Tages den jungen Straßenkehrer Heinz Neddermeyer kennen. Die beiden verlieben sich leidenschaftlich ineinander. Als jedoch der Einfluss der Nazis zunimmt und sich die Homosexuellen zunehmend Feindseligkeiten ausgesetzt sehen, beschließen Christopher und Heinz nach England zu fliehen.
Dort stößt Heinz als Deutscher und zudem als Schwuler auf Misstrauen. Er wird unter dem Vorwurf der illegalen Einreise verhaftet und nach Deutschland abgeschoben. Erst nach dem Ende des Krieges sehen die beiden sich wieder, – doch die Zeit und die Geschehnisse haben ihre Spuren hinterlassen.

## Besetzung
Die Synchronisation des Films wurde bei der Berliner Synchron nach einem Dialogbuch und unter der Dialogregie von Sabine Jaeger erstellt.
| Rolle                 | Schauspieler      | Synchronsprecher  |
| --------------------- | ----------------- | ----------------- |
| Heinz Neddermeyer     | Douglas Booth     | Niclas Lutz       |
| Jean Ross             | Imogen Poots      | Tanya Kahana      |
| Kathleen Isherwood    | Lindsay Duncan    | Liane Rudolph     |
| Christopher Isherwood | Matt Smith        | Alexander Doering |
| Gerald Hamilton       | Toby Jones        | Lutz Schnell      |
| Bobby Gilbert         | Will Kemp         | Robin Kahnmeyer   |
| Gerhardt Neddermeyer  | Tom Wlaschiha     | Peter Flechtner   |
| Caspar                | Alexander Doetsch | Wanja Gerick      |

## Hintergrund
Die Verfilmung beruht auf Isherwoods Autobiografie von 1976, Christopher And His Kind (dt. Christopher und die Seinen, 1992). Die deutsche Erstausstrahlung erfolgte am 20. Februar 2011 auf dem Sender ARTE.

## Kritik
„Trotz nicht stimmiger Details – gedreht wurde in Belfast – gelingt […] dank des hervorragenden Ensembles ein intelligent verdichtetes Porträt des berühmten Autors.“ – TV Spielfilm